# Amstrad
Amstrad är ett elektronikföretag skapat 1968 av lord Sugar i Storbritannien. Namnet Amstrad är skapat ur Alan Michael Sugar Trading. Under 1980-talet skapade Amstrad sina egna persondatorer och tog marknadsandelar från Commodore och Sinclair genom persondatorn Amstrad CPC. 1986 köpte man rättigheterna att tillverka och sälja Sinclairs datorer och tillbehör.
Under 1990-talet fokuserade Amstrad mer på portabla datorer. Under 2000-talet har Amstrad producerat digitalboxar, främst åt British Sky Broadcasting vilka år 2007 köpte Amstrad.
Amstrads huvudkontor ligger i Brentwood, Essex.